# Pantech Curitel
Pantech Curitel ist ein koreanisches Unternehmen, das sich seit 2005 auf die Handysparte spezialisiert hat. Die Firma produzierte Mobiltelefone aber schon seit dem Jahr 2000.
Pantech Curitel vertreibt seine Geräte vor allem auf dem inländischen Markt, zeigt aber auch Interesse an den Märkten in Japan, Hongkong, China, Indien, Europa, Australien, Taiwan, USA, Mexiko und Kanada.
In Deutschland verkauft Pantech Curitel seine Handys bei o2, u. a. das „o2 ICE“, das durch seinen hohen SAR-Wert von 1,44 W/kg bekannt wurde.
Pantech stellte 2015 die Handyherstellung ein und plante eine Restrukturierung.
Nach Abschluss der Restrukturierung wurde die Firma 2017 für $8.800 (10 Millionen Won) an KNA Holding verkauft, eine Firma, die sich auf Patentverwertung spezialisiert hat.
Pressemeldungen von Pantech seither (bis 2022) beziehen sich primär auf den Verkauf von Patenten und andere Patentangelegenheiten.